# Legislatura 1996-2000 della Romania
La Legislatura 1996-2000 è stata la III Legislatura della Repubblica di Romania dopo la rivoluzione romena del 1989. È stata in carica dal 27 novembre 1996 al 30 novembre 2000.

## Cronologia
Nel novembre 1995 la coalizione di centro-destra della Convenzione Democratica Romena (CDR) presentò il proprio programma politico per le elezioni dell'anno successivo, il Contratto con la Romania, e annunciò la candidatura alla presidenza della repubblica di Emil Constantinescu. Il partito di maggioranza uscente, il Partito della Democrazia Sociale di Romania (PDSR), parimenti, riconfermò la scelta della sua principale figura, il presidente della repubblica Ion Iliescu. Dopo aver ottenuto importanti successi alle elezioni amministrative del febbraio 1996, la CDR riuscì ad imporsi come prima forza politica in occasione delle elezioni legislative del 3 novembre, riuscendo per la prima volta dopo la rivoluzione romena del 1989 a sconfiggere il partito postcomunista di Iliescu e ad ottenere la prima alternanza al governo nella storia della Romania democratica.
Per avere la sicurezza di una maggioranza parlamentare stabile la CDR formò, quindi, un'alleanza di governo con l'Unione Social-Democratica (USD) di Petre Roman e con l'Unione Democratica Magiara di Romania, che assicurò ai contraenti il controllo del 60% dei posti in parlamento. Tramite l'accordo le tre nuove forze di governo si impegnavano a portare a termine le privatizzazioni, le riforme economiche e la costruzione di una Romania sul modello occidentale.
La stabilità di governo, tuttavia, fu presto compromessa da debilitanti lotte interne alla coalizione. Le differenze e le ideologie di partito emersero con violenza già nell'estate 1997, quando Petre Roman (nominato presidente del senato) invocò una revisione del processo di riforma e diede il via ad un duro ostruzionismo nei confronti del premier Victor Ciorbea. Contestualmente il ritmo lento delle riforme fu fonte di perplessità da parte del Fondo monetario internazionale e della Banca Mondiale, che facevano pressione sul governo affinché prendesse rapidamente delle misure. L'USD nel febbraio 1998 ritirò l'appoggio al premier, come esito del violento scontro verbale tra Ciorbea e l'allora ministro dei trasporti Traian Băsescu. Venuta meno una maggioranza parlamentare, dopo mesi di agonia Ciorbea decise di presentare le proprie dimissioni il 30 marzo 1998.
Il suo successore Radu Vasile riuscì a recuperare il sostegno dell'USD, ma fece fronte alle stesse difficoltà e non ebbe pieno successo nel compimento del processo di democratizzazione, di lotta alla corruzione e di liberalizzazione, elementi che misero in allarme gli osservatori e le istituzioni internazionali. Nel gennaio 1999, i lavoratori del settore minerario scatenarono una protesta che mise in imbarazzo le forze dell'ordine e che, dopo aver comportato le dimissioni del ministro degli interni Gavril Dejeu, si concluse con l'intervento diretto del premier nelle negoziazioni con il leader sindacale dei minatori, Miron Cozma. Sempre nel 1999 la decisione di appoggiare l'intervento della NATO nella guerra del Kosovo contro la Serbia di Slobodan Milošević fu malvista dall'opinione pubblica, poiché l'embargo contro il paese balcanico, in assenza di contropartite concrete, penalizzava gli stretti rapporti commerciali e diplomatici tra questo e la Romania. La dura crisi economica che colpì il paese nel 1999 diede il colpo di grazia al governo Vasile, che abbandonò l'incarico il 13 dicembre dopo un periodo di lunghe trattative con il presidente Constantinescu che ne chiedeva le dimissioni.
Il nuovo primo ministro fu Mugur Isărescu, economista, figura politicamente indipendente ed ex direttore della Banca nazionale della Romania, traghettò il paese nell'ultimo anno di legislatura. Distrutta da conflitti interni, nel corso di quattro anni di governo la CDR si rivelò incapace di far fronte all'ammodernamento del paese e a ribaltare la pesante eredità politico-economica che il recente passato comunista aveva lasciato.
Nel 2000, in vista delle successive tornate elettorali, il PNL annunciò che avrebbe concorso autonomamente, segnando il disfacimento della CDR, mentre Constantinescu non cercò una ricandidatura alla presidenza, ammettendo implicitamente la sconfitta a livello politico. Della sparizione della CDR beneficiarono il PDSR di Iliescu e l'ultranazionalista Partito Grande Romania (PRM) di Corneliu Vadim Tudor.

## Governi
1. Governo Ciorbea
Dal 12 dicembre 1996 al 17 aprile 1998
Primo ministro: Victor Ciorbea (PNȚCD), fino al 30 marzo 1998; Gavril Dejeu (PNȚCD), ad interim dal 30 marzo 1998
Composizione del governo: PNȚCD, PNL, PD, PSDR, UDMR
2. Governo Vasile
Dal 17 aprile 1998 al 22 dicembre 1999
Primo ministro: Radu Vasile (PNȚCD), fino al 13 dicembre 1999; Alexandru Athanasiu (PSDR), ad interim dal 13 dicembre 1999
Composizione del governo: PNȚCD, PNL, PD, PSDR, UDMR
3. Governo Isărescu
Dal 22 dicembre 1999 al 28 dicembre 2000
Primo ministro: Mugur Isărescu (Indipendente)
Composizione del governo: PNȚCD, PNL, PD, UDMR

## Camera dei deputati

### Ufficio di presidenza
- Presidente: Ion Diaconescu (PNȚCD)
- Vice presidenti:

1. Vasile Lupu (PNȚCD)
2. Adrian Năstase (PDSR)
3. Andrei Chiliman (PNL), da novembre 1996 a dicembre 1999 e da settembre 2000 a novembre 2000
4. Radu Berceanu (PD), da novembre 1996 ad aprile 1998
5. Paula Maria Ivănescu (PD), da aprile 1998 a giugno 1999
6. Acsinte Gaspar (PDSR), da settembre 1999 a dicembre 1999
7. Miron Mitrea (PDSR), da febbraio 2000 a giugno 2000
8. Bogdan Niculescu Duvăz (PD), da febbraio 2000 a novembre 2000

- Segretari:

1. Miron Mitrea (PDSR), da novembre 1996 a dicembre 1999
2. Victor Sorin Lepșa (PNȚCD), da novembre 1996 a dicembre 1998
3. Ioan Gavra (PUNR), da novembre 1996 a giugno 1997
4. Sándor Kónya-Hamar (UDMR), da novembre 1996 a giugno 1997 e da settembre 1999 a giugno 2000
5. Corneliu Ciontu (PRM), da settembre 1997 a giugno 1999 e da settembre 2000 a novembre 2000
6. Csaba-Tiberiu Kovacs (UDMR), da settembre 1997 a giugno 1999
7. Ioan Vida-Simiti (PNȚCD), da febbraio 1999 a dicembre 1999
8. Vasile Miclăuș (PUNR), da settembre 1999 a novembre 2000
9. Acsinte Gaspar (PDSR), da febbraio 2000 a novembre 2000
10. Andrei Chiliman (PNL), da febbraio 2000 a giugno 2000
11. Gherasim Gazi (Minoranze), da settembre 2000 a novembre 2000

- Questori:

1. Avram Ioan Mureșan (PNȚCD), da novembre 1996 a febbraio 1998
2. Acsinte Gaspar (PDSR), da novembre 1996 a giugno 1999
3. Cristian Rădulescu (PD), da novembre 1996 a dicembre 1997
4. Corneliu Ciontu (PRM), da novembre 1996 a giugno 1997
5. Ioan Gavra (PUNR), da settembre 1997 a giugno 1998
6. Ioan Vida-Simiti (PNȚCD), da febbraio 1998 a dicembre 1998
7. Constantin-Gheorghe Avramescu (PSDR), da febbraio 1998 a giugno 1998
8. Alexandru Lapușan (PDSR), da settembre 1998 a novembre 2000
9. Gheorghe Albu (PD), da settembre 1998 a novembre 2000
10. Tănase Barde (PNȚCD), da febbraio 1999 a giugno 2000
11. Titu Nicolae Gheorghiof (PNL), da settembre 1999 a dicembre 1999 e da settembre 2000 a novembre 2000
12. Gherasim Gazi (Minoranze), da febbraio 2000 a giugno 2000
13. Miron Mitrea (PDSR), da settembre 2000 a novembre 2000

### Gruppi parlamentari
- Gruppo del Partito Nazionale Contadino Cristiano Democratico civico-ecologista (PNȚCD, PER, PAR, FER)

Capogruppo: Ion Diaconescu (fino a luglio 1997), Gabriel Țepelea (da luglio 1997)
- Gruppo del Partito della Democrazia Sociale di Romania

Capogruppo: Adrian Năstase
- Gruppo parlamentare Unione Social-Democratica - Partito Democratico

Capogruppo: Adrian Severin (fino a gennaio 1997), Alexandru Sassu (da gennaio 1997 ad aprile 1998 e da febbraio 2000 a novembre 2000), Bogdan Niculescu Duvăz (da aprile 1998 a febbraio 2000)
- Gruppo del Partito Nazionale Liberale (PNL, PNL-CD)

Capogruppo: Crin Antonescu (fino a settembre 1997), Titu Nicolae Gheorghiof (da settembre 1997 a settembre 1999), Mihai-Sorin Stănescu (da settembre 1999 a febbraio 2000), Puiu Hașotti (da febbraio 2000)
- Gruppo dell'Unione Democratica Magiara di Romania

Capogruppo: Iuliu Vida (fino a febbraio 1997), Attila Varga (da febbraio 1997 a settembre 1999), Attila Kelemen (da settembre 1999)
- Gruppo del Partito Grande Romania

Capogruppo: Iuliu Furo
- Gruppo del Partito dell'Unità Nazionale Romena

Capogruppo: Valeriu Tabără (da novembre 1996 a marzo 1997 e da settembre 1997 a settembre 1998), Mircea Vâlcu (da marzo 1997 a settembre 1997), Ioan Gavra (da settembre 1998)
- Gruppo parlamentare Unione Social-Democratica - Partito Social Democratico Romeno, disciolto il 25 marzo 1999

Capogruppo: Sergiu Cunescu
- Gruppo dei Partiti delle minoranze etniche in Romania

Capogruppo: Varujan Pambuccian
- Non iscritti

### Commissioni parlamentari

#### Commissioni permanenti
- Commissione Politica economica, riforma e privatizzazione

Presidente: Iuliu Vida (UDMR)
- Commissione Bilancio, finanze e banche

Presidente: Dan Constantinescu (PNL, da novembre 1996 a settembre 1997 e da settembre 1998 a novembre 2000), Decebal Traian Remeș (PNL, da settembre 1997 a settembre 1998)
- Commissione Industria e servizi

Presidente: Dan Ioan Popescu (PDSR)
- Commissione Agricoltura, silvicoltura, industria alimentare e servizi per l'agricoltura

Presidente: Gheorghe Cristea (PNȚCD, fino a febbraio 2000), Sergiu-George Rizescu (PNȚCD, da febbraio 2000)
- Commissione Diritti dell'uomo, culti e problemi delle minoranze nazionali

Presidente: Dan Marțian (PDSR)
- Commissione Amministrazione pubblica e gestione del territorio

Presidente: Ion Cîrstoiu (PD)
- Commissione Lavoro e protezione sociale

Presidente: Valentin Adrian Iliescu (PUNR, fino a ottobre 1999), Leon Petru Pop (PUNR, da ottobre 1999)
- Commissione Sanità e famiglia

Presidente: Ion Berciu (PNȚCD)
- Commissione Istruzione, scienza, gioventù, sport

Presidente: Anghel Stanciu (PRM)
- Commissione Cultura, arte, mezzi di informazione di massa

Presidente: Gabriel Țepelea (PNȚCD)
- Commissione Giuridica, di disciplina e immunità

Presidente: Emil-Teodor Popescu (PNȚCD)
- Commissione Difesa, ordine pubblico e sicurezza nazionale

Presidente: Ioan Mircea Pașcu (PDSR)
- Commissione Politica estera

Presidente: Victor Boștinaru (PD)
- Commissione Indagini sugli abusi, la corruzione e per le petizioni

Presidente: Iosif Boda (PDSR, fino a marzo 1998), Ion Honcescu (PDSR, da marzo 1998)
- Commissione per il Regolamento, attiva dal 25 novembre 1998

Presidente: Radu Ghidău (PNȚCD)

#### Commissioni speciali
- Commissione speciale per il miglioramento delle proposte legislative riguardanti il sistema degli ordini della Romania

Presidente: Sergiu-George Rizescu (PNȚCD)
- Commissione speciale per l'elaborazione di proposte di modifica e completamento del regolamento della camera dei deputati, attiva dal 29 maggio 1997 al 25 novembre 1998

Presidente: Emil-Teodor Popescu (PNȚCD, fino ad ottobre 1998), Radu Ghidău (PNȚCD), da ottobre 1998)

#### Commissioni d'inchiesta
- Commissione d'inchiesta riguardante la situazione dell'economia forestale, attiva dal 6 aprile 1998 all'8 febbraio 2000

Presidente: Bogdan Ionescu (PNȚCD)
- Commissione d'inchiesta per l'analisi della situazione causata alla Societatea Românǎ de Televiziune e alla Societatea Română de Radiodifuziune dopo il taglio all'erogazione della corrente elettrica ad alcuni trasmettitori da parte della Compania Națională de Electricitate, attiva dal 7 giugno 1999 al 30 giugno 1999

#### Altre commissioni
- Commissione per la Convalida

Presidente: Emil-Teodor Popescu (PNȚCD)
- Gruppo parlamentare per la piccola e media impresa, attiva dal 1º novembre 1999

Presidente: Traian-Neculaie Rânja (PNȚCD)

### Riepilogo composizione
| Partito | Partito                          | Partito | Seggi           |
| --- | -------------------------------- | ------- | --------------- |
| Convenzione Democratica Romena Partito Nazionale Contadino Cristiano Democratico Partito Nazionale Liberale Partito Nazionale Liberale - Convenzione Democratica Partito Ecologista Romeno Partito Alternativa di Romania Federazione Ecologista di Romania | CDR PNȚCD PNL PNL-CD PER PAR FER |         | 122 83 25 5 3 1 |
| Partito della Democrazia Sociale di Romania | PDSR                             |         | 91              |
| Unione Social-Democratica Partito Democratico Partito Social Democratico Romeno | USD PD PSDR                      |         | 53 43 10        |
| Unione Democratica Magiara di Romania | UDMR                             |         | 25              |
| Partito Grande Romania | PRM                              |         | 19              |
| Partito dell'Unità Nazionale Romena | PUNR                             |         | 18              |
| Minoranze etniche |                                  |         | 15              |

## Senato

### Ufficio di presidenza
- Presidente: Petre Roman (PD), fino al 4 febbraio 2000[6], Mircea Ionescu-Quintus (PNL), dal 4 febbraio 2000
- Vice presidenti:

1. Radu Vasile (PNȚCD), da novembre 1996 ad aprile 1998
2. Oliviu Gherman (PDSR), da novembre 1996 a giugno 1998
3. Cristian Dumitrescu (PD), da novembre 1996 a giugno 1999
4. Mircea Ionescu-Quintus (PNL), da novembre 1996 a dicembre 1999
5. Ulm Spineanu (PNȚCD), da aprile 1998 a novembre 2000
6. Doru Ioan Tărăcilă (PDSR), da settembre 1998 a novembre 2000
7. Nicolae Văcăroiu (PDSR), da settembre 1999 a novembre 2000
8. Constantin Dan Vasiliu (PD), da febbraio 2000 a novembre 2000

- Segretari:

1. Doru Ioan Tărăcilă (PDSR), da novembre 1996 a giugno 1998
2. Gábor Kozsokár (UDMR), da novembre 1996 a giugno 1998
3. Voicu Valentin Glodean (PNȚCD), da novembre 1996 a dicembre 1997
4. Costică Ciurtin (PUNR), da novembre 1996 a dicembre 1996
5. Dumitru Badea (PRM), da febbraio 1997 a giugno 2000
6. Corneliu Turianu (PNȚCD), da febbraio 1998 a giugno 1998
7. Mircea Ioan Popa (PNȚCD), da settembre 1998 a novembre 2000
8. Ion Predescu (PDSR), da settembre 1998 a giugno 1999
9. Valentin Zoltán Puskás (UDMR), da settembre 1998 a novembre 2000
10. Alexandru Ioan Morțun (PNL), da settembre 1999 a giugno 2000
11. Sorin Adrian Vornicu (PD), da settembre 2000 a novembre 2000
12. Ioan Ardelean (PUNR), da settembre 2000 a novembre 2000

- Questori:

1. Constantin Sava (PDSR)
2. Tiberiu Vladislav (PNL), da novembre 1996 a dicembre 1997
3. Alexandru Ioan Morțun (PNL), da febbraio 1998 a dicembre 1998 e da settembre 2000 a novembre 2000
4. Vasile Dobrescu (PUNR), da febbraio 1999 a giugno 1999
5. Cristian Dumitrescu (PD), da settembre 1999 a dicembre 1999
6. Sorin Adrian Vornicu (PD), da febbraio 2000 a giugno 2000

### Gruppi parlamentari
- Gruppo del Partito Nazionale Contadino Cristiano Democratico (PNȚCD, PER, PAR)

Capogruppo: George Achim
- Gruppo del Partito della Democrazia Sociale di Romania

Capogruppo: Ion Iliescu
- Gruppo del Partito Democratico (PD, PSDR)

Capogruppo: Cristian Dumitrescu
- Gruppo del Partito Nazionale Liberale (PNL, PNL-CD, FER)

Capogruppo: Paul Păcuraru
- Gruppo dell'Unione Democratica Magiara di Romania

Capogruppo: Attila Verestóy
- Gruppo del Partito Grande Romania

Capogruppo: Corneliu Vadim Tudor
- Gruppo del Partito dell'Unità Nazionale Romena

Capogruppo: Vasile Dobrescu
- Non iscritti

### Commissioni parlamentari

#### Commissioni permanenti
- Commissione Giuridica, di nomina, disciplina, immunità e convalida
- Commissione Economica, industria e servizi

Presidente: Viorel Cataramă (PNL)
- Commissione Privatizzazione e amministrazione attività dello stato
- Commissione bilancio, finanze, attività bancaria e mercato dei capitali
- Commissione Agricoltura, silvicoltura e sviluppo rurale
- Commissione Politica estera
- Commissione Difesa, ordine pubblico e sicurezza nazionale
- Commissione Diritti dell'uomo, culti e minoranze
- Commissione Lavoro, famiglia e protezione sociale
- Commissione Istruzione, scienza, gioventù e sport
- Commissione Cultura, arte e mezzi di informazione di massa
- Commissione Amministrazione pubblica, organizzazione del territorio e protezione dell'ambiente
- Commissione Indagine sugli abusi, lotta alla corruzione e per le petizioni
- Commissione Sanità pubblica

#### Commissioni speciali
- Commissione per l'elaborazione di proposte di modifica al regolamento del senato, attiva dal 5 marzo 1997
- Commissione speciale per l'elaborazione del progetto di modifica e completamento del regolamento del senato, attiva dal 17 giugno 1999 al 30 giugno 1999

### Riepilogo composizione
| Partito | Partito                          | Partito | Seggi          |
| --- | -------------------------------- | ------- | -------------- |
| Convenzione Democratica Romena Partito Nazionale Contadino Cristiano Democratico Partito Nazionale Liberale Partito Nazionale Liberale - Convenzione Democratica Partito Alternativa di Romania Partito Ecologista Romeno Federazione Ecologista di Romania | CDR PNȚCD PNL PNL-CD PAR PER FER |         | 53 27 16 5 3 1 |
| Partito della Democrazia Sociale di Romania | PDSR                             |         | 41             |
| Unione Social-Democratica Partito Democratico Partito Social Democratico Romeno | USD PD PSDR                      |         | 23 22 1        |
| Unione Democratica Magiara di Romania | UDMR                             |         | 11             |
| Partito Grande Romania | PRM                              |         | 8              |
| Partito dell'Unità Nazionale Romena | PUNR                             |         | 7              |

## Strutture parlamentari comuni

### Commissioni parlamentari

#### Commissioni permanenti
- Commissione del Parlamento della Romania per l'integrazione europea

Presidente Valeria Mariana Stoica (PD, fino a settembre 2000), Victor Boștinaru (PD, da settembre 2000)
- Commissione comune per l'esercizio del controllo parlamentare sulle attività del Serviciul Român de Informații

Presidente Niculae Vasile Constantin Ionescu-Galbeni (PNȚCD)
- Commissione comune per l'esercizio del controllo parlamentare sulle attività del Serviciul de Informații Externe, attiva dal 13 giugno 1998

Presidente George Șerban (PD, fino a marzo 2000), Horia Văsioiu (PD, da marzo 2000)
- Commissione parlamentare per i rivoluzionari del 1989

Presidente Gheorghe Tarna (PD)

#### Commissioni speciali
- Commissione comune per il controllo del bilancio della Corte dei conti, attiva dal 27 giugno 2000

Presidente Sorin Petre Dimitriu (PNȚCD)
- Commissione speciale per la verifica dell'adempimento da parte del Ministero degli affari interni degli obblighi di legge riguardanti l'elaborazione delle liste elettorali permanenti e delle tessere elettorali, oltre alla distribuzione delle tessere elettorali, attiva dal 5 ottobre 2000

#### Commissioni d'inchiesta
- Commissione parlamentare d'inchiesta riguardante il processo di privatizzazione delle società commerciali da parte del Fondo delle proprietà di stato nel 1997, attiva dal 9 settembre 1999
- Commissione d'inchiesta riguardante le modalità di finanziamento dei partiti, delle formazioni politiche e dei candidati alla presidenza della repubblica nel corso delle campagne elettorali degli anni 1990, 1992 e 1996, attiva dal 27 giugno 2000
- Commissione d'inchiesta riguardante le modalità di regolamentazione e sorveglianza del mercato dei capitali da parte della Commissione nazionale dei valori immobiliari e del mercato monetario da parte della Banca nazionale della Romania, partendo dalla constatazione dello stato di insolvenza del Fondo nazionale degli investimenti (FNI - SOV INVEST), oltre alla verifica delle società commerciali con capitale sociale a maggioranza statale e delle istituzioni pubbliche coinvolte nel caso FNI - SOV INVEST, attiva dal 27 giugno 2000

Presidente Alexandru Sassu (PD)

### Delegazioni parlamentari presso le organizzazioni internazionali
- Delegazione del Parlamento della Romania presso l'assemblea parlamentare del Consiglio dell'Unione europea (APCE)

Presidente Vasile Lupu (PNȚCD)
- Comitato di direzione del Gruppo romeno di unione interparlamentare (UIP)

Presidente Valeriu Tabără (PUNR)
- Delegazione del Parlamento della Romania presso l'assemblea parlamentare dell'OSCE (APOSCE)

Presidente Cristian Rădulescu (PD)
- Delegazione del Parlamento della Romania presso l'Iniziativa centro europea - dimensione parlamentare (ICE-DP)
- Delegazione del Parlamento della Romania presso l'assemblea parlamentare della francofonia (APF)
- Delegazione del Parlamento della Romania presso l'assemblea parlamentare dell'Organizzazione della cooperazione economica del mar Nero (APCEMN)
- Delegazione del Parlamento della Romania presso l'assemblea parlamentare della NATO (APNATO)
- Delegazione del Parlamento della Romania presso l'assemblea dell'Unione europea occidentale (AUEO)